# Postal town
Un post town o postal town és una part requerida en totes les direccions postals al Regne Unit i una unitat bàsica, allà, del sistema de lliurament del correu. Incloure el post town correcte en la direcció incrementa la probabilitat que una carta arribi en el temps adequat. Els Post towns en general es van originar com ubicació de les oficines de lliurament de correu. Actualment la seva principal funció és distingir entre els noms de la localitat o els dels carrers en direccions que no inclouen un codi postal (postcode).

## Organització
Hi ha aproximadament 1.500 post towns organitzats pel servei de correus Royal Mail. Cada post town normalment correspona a un o més districtes postals (postal districts) que són la primera part del postcode per tant, cada post town pot cobrir una zona que consta de moltes poblacions, districtes urbans i viles (villages). Els Post towns rarament corresponen exactament a límits territorials administratius. Sovint agrupen una petita minoria de barris (neighbourhoods), carrers o cases junt amb un assentament principal en diferents comtats, zona de govern local o administració, regions estadístiques europees i o parròquies eclesiàstiques tradicionals. Aquesta és la principal raó per la qual es va abolir (però no prohibir) l'ús dels postal counties l'any 1996.
Hi ha algunes anomalies, per exemple el postcode sector EH14 5 està dividit entre tres post towns: Juniper Green, Currie i Balerno.

## Ús i exemples
El Royal Mail dictamina que el post town ha de ser inclòs en tots els ítems i en la mesura del que sigui possible, imprès en majúscules.
1 Vallance Road
LONDON
E2 1AA
1 Vallance Road
Bethnal Green
LONDON
E2 1AA
Només tradicionalment, quan un lloc com un village està servit per un post town totalment diferent que la seva localitzció, s'afegeix la paraula "Via" o "Near" ("Nr.") abans del post town. Per exemple:
1 High Street
Sewardstone
Via London
E4 1AA
Tanmateix, la the Royal Mail desaconsella aquest ús A més, "Near" i "Nr." es pot confondre amb "North".
També hi ha noms de post towns que són ambigus:
- Barnsley (S)
- Belfast (BT)
- Birmingham (B)
- Cardiff (CF)
- Chesterfield (S)
- Glasgow (G)
- Leeds (LS)
- London (E, EC, N, NW, SE, SW, W, WC)
- Manchester (M)
- Mansfield (NG)
- Nottingham (NG)
- Redditch (B)
- Salford (M)
- Sheffield (S)